# 栃木県道176号杉山石末線

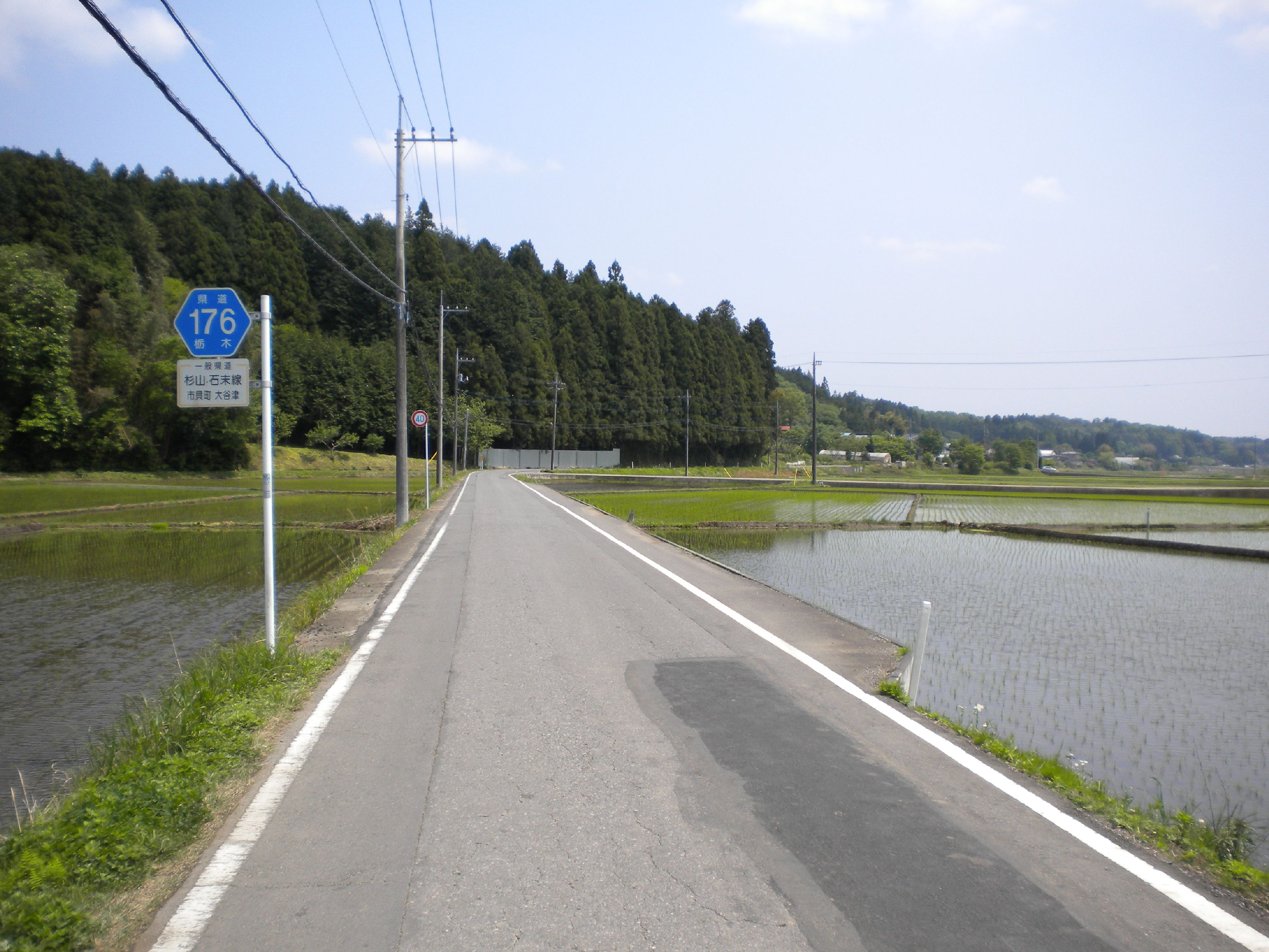
市貝町大谷津付近

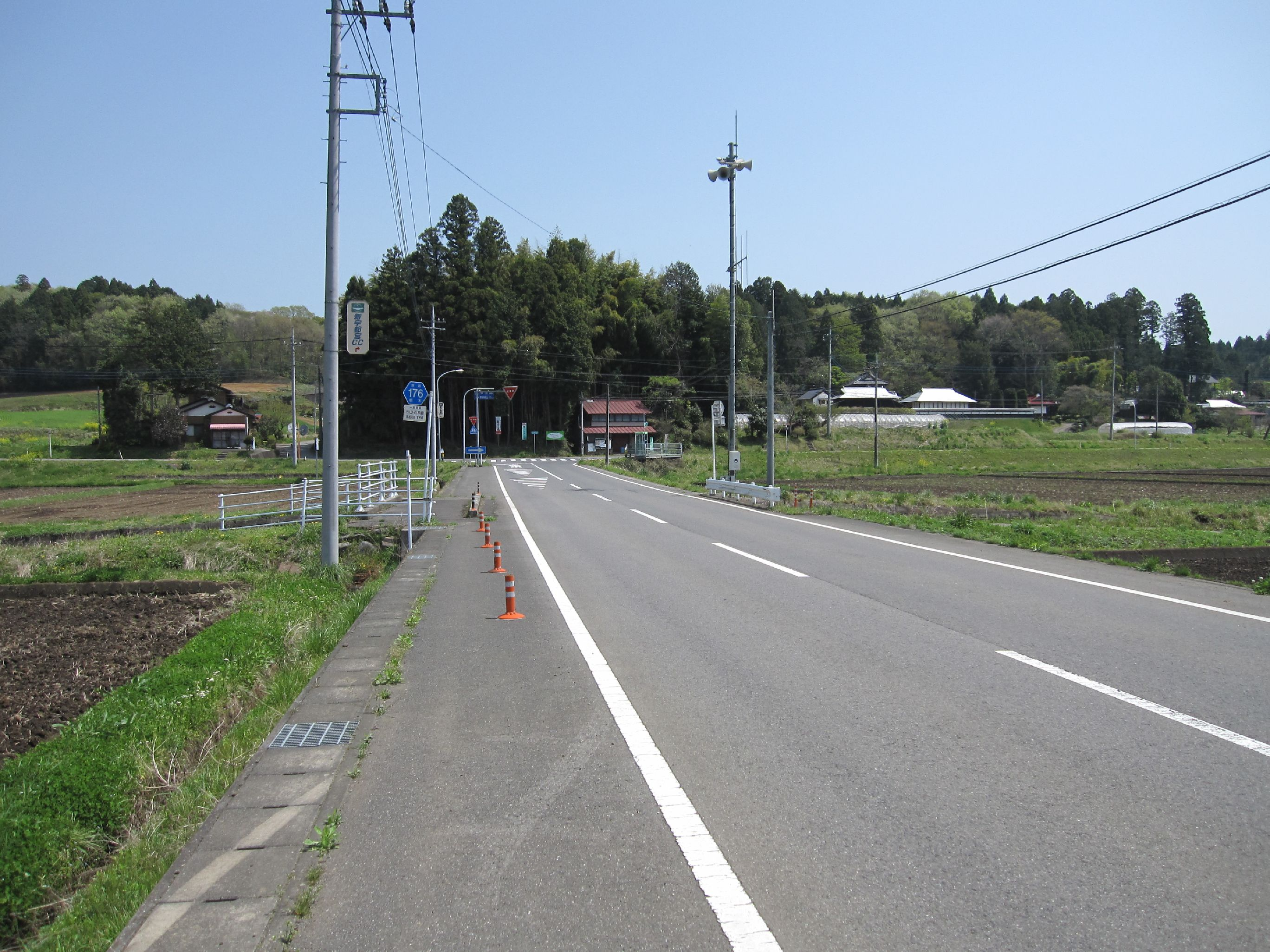
高根沢町下柏崎付近

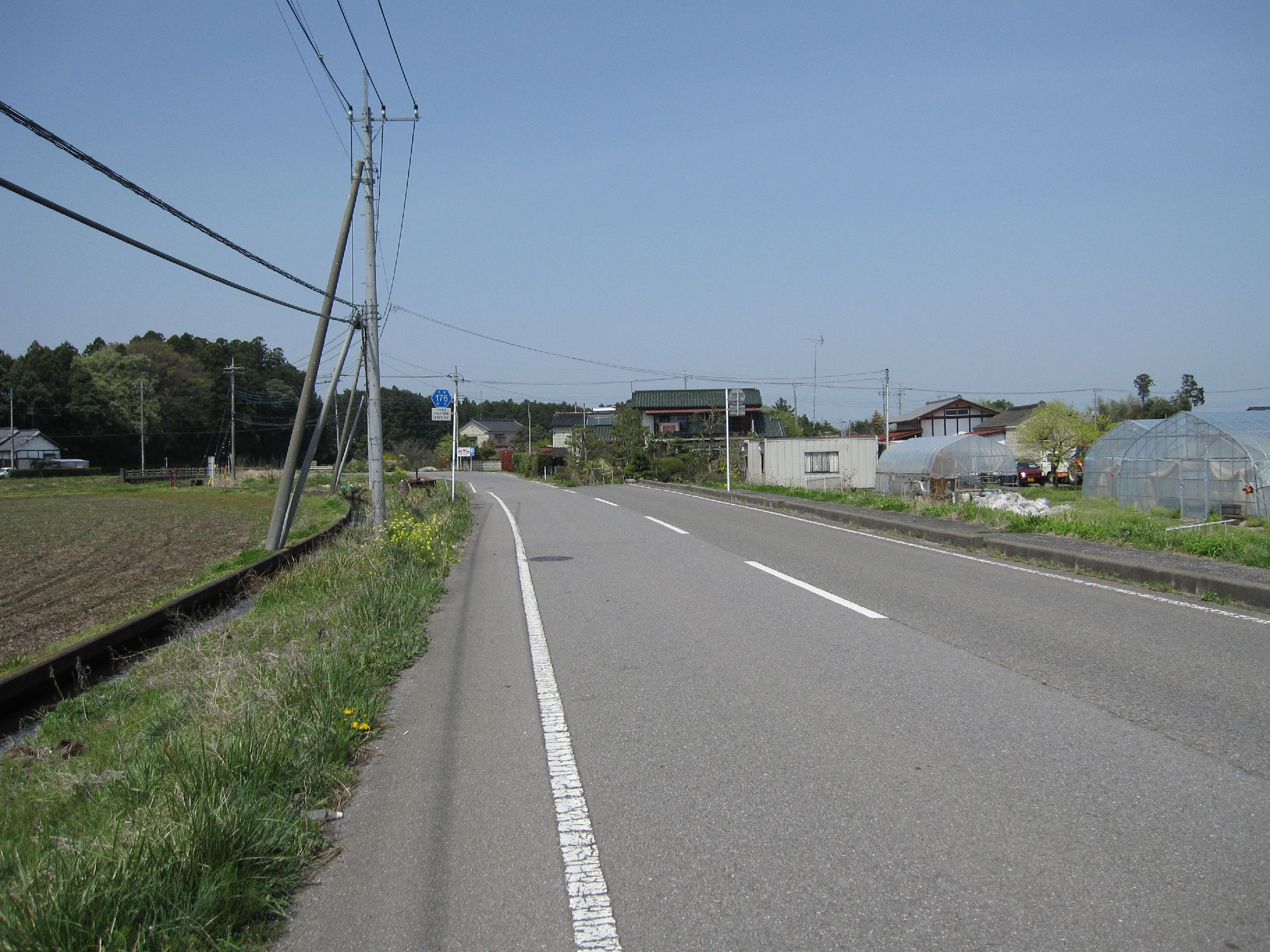
高根沢町太田付近

栃木県道176号杉山石末線（とちぎけんどう176ごう すぎやまいしずえせん）は、栃木県芳賀郡市貝町と塩谷郡高根沢町を結ぶ一般県道である。

## 概要
市貝町小貝地区（旧小貝村）の中心である市貝町杉山から北西に向かい、高根沢町北高根沢地区（旧北高根沢村）を経由し高根沢町役場・JR宝積寺駅方面に向かう栃木県道156号に合流する道路。ほぼ全線に渡り東野交通路線バスの宇都宮 - 杉山線が運行されていたが、2009年をもって路線廃止となった。

## 路線データ
- 総延長：14.573km[2]
- 実延長：11.977km[2]
- 起点：栃木県芳賀郡市貝町大字杉山（栃木県道163号黒田市塙真岡線交点）
- 終点：栃木県塩谷郡高根沢町大字石末（栃木県道156号石末真岡線交点）
- 認定：1961年（昭和36年）4月1日

## 通過する自治体
- 栃木県
  - 芳賀郡市貝町 - 那須烏山市 - 芳賀郡芳賀町 - 塩谷郡高根沢町 - 那須烏山市 - 塩谷郡高根沢町

## 歴史
- 1961年（昭和36年）4月1日 - 一般県道として認定。

## 交通量
24時間自動車類交通量（台/日）
- 塩谷郡高根沢町太田848-2：1,923

## 交差する道路
- 栃木県道64号宇都宮向田線（那須烏山市曲畑 - 高根沢町中柏崎：重複区間）
- 栃木県道61号真岡那須烏山線（高根沢町中柏崎 - 高根沢町下柏崎：重複区間）
- 栃木県道341号宝積寺太田線（高根沢町太田交差点）
- 栃木県道181号上高根沢氏家線（高根沢町平田：重複区間）